# Sant Miquel de Llimiana
Sant Miquel de Llimiana és una església romànica del segle xi, situada dins del terme municipal de Llimiana, del Pallars Jussà. És del tot en ruïnes, si bé recognoscibles, i està situada dalt del turó de 607 m d'altitud de l'inici del camí de Sant Salvador del Bosc, a l'inici de la serra de Carboners, damunt i al sud de la Font d'Estanya.
Era d'una sola nau, i actualment està sense coberta, que devia ser de volta de canó. A llevant té un absis semicircular, amb arc presbiteral, també enrunat en la part superior. La porta era al sud, i al centre de l'absis hi havia una finestra de doble esqueixada. No té enlloc conservada cap mena d'ornamentació.
Tot plegat mostra una obra de ple segle xi.